# Lillsjöns naturreservat
Lillsjöns naturreservat är ett kommunalt naturreservat i Östersunds kommun i Jämtlands län.
Området är naturskyddat sedan 2019 (gällande från 2021) och är 147 hektar stort. Reservatet ligger i östra delen av tätorten Östersund och består av barrskog samt sjön Lillsjön som omges av rik- och kalkkärr. 